# L'isola abitata
L'isola abitata (in russo Обитаемый остров?, Obitaemij ostrov) è un romanzo di fantascienza dei fratelli Strugackij la cui prima parte è stata pubblicata nel 1968 e poi, in versione integrale, nel 1969. È il primo di una trilogia di cui gli altri libri, “Lo scarabeo nel formicaio” (in cui Maksim diventerà un vero e proprio “progressore”) e “Le onde placano il vento” (vero titolo di “Passi nel tempo”), sono stati entrambi pubblicati in Italia verso la fine degli anni ’80 (rispettivamente per Editori Riuniti e Urania).
Nel 2009 è arrivato nelle sale (ma non in Italia) “The Inhabited Island”, un colossal in due parti, per la regia del russo Fëdor Bondarčuk in cui è ben rappresentata l’atmosfera distopica del libro.

## Trama
(Arkadij e Boris Strugackij, L'isola abitata)
Il romanzo è suddiviso in cinque parti, intitolate, rispettivamente, Robinson, La guardia, Il terrorista, Il galeotto, Il terrestre.
Nella seconda parte del XXII secolo la Terra è in pace e ha raggiunto un elevato grado di progresso, scientifico e morale. Le persone hanno facoltà di accedere all’esplorazione spaziale anche individualmente e autonomamente, purché in possesso di un vascello e abbiano registrato la rotta presso il GEL (Gruppo di Esplorazione Libera).
Il terrestre Maksim Kammerer, novello Robinson Crusoe, è vittima di naufragio e precipita sullo sconosciuto pianeta Sarakš. Scoprirà che è popolato da una razza umanoide praticamente uguale a noi. Il pianeta è abbastanza sviluppato, avendo raggiunto l'era della meccanizzazione, ma è completamente militarizzato, soggiogato dalla cupa propaganda e tirannia di un apparato statale oppressivo (retto dai c.d. "Padri Sconosciuti"), che si serve anche di torri per il controllo mentale, dispositivi inquietanti con cui si arreca dolore e si affievolisce il pensiero critico degli individui.
A causa della peculiarità dell'atmosfera e della rifrazione della luce, gli abitanti sono convinti di vivere su un pianeta concavo, cioè sulla superficie interna del pianeta stesso. Incontra il guardiano Gaal Guy e la sorella Gaal Rada (di cui si innamorerà). Maksim si fa notare per le sue "stranezze": ad esempio, eccelle straordinariamente nel combattimento, qualità che gli deriva dall'alto grado di sviluppo, fisico, oltre che morale, raggiunto dai terrestri a quel tempo. Poco dopo verrà arruolato anche lui nei reparti della Guardia. Viene a conoscenza dell'esistenza di una popolazione estranea (i "degenerati", riconoscibili dalle forti emicranie), una sorta di resistenza, che lancia spesso attacchi alle torri di controllo. Inizialmente, Maksim è affascinato dall'organizzazione dello stato e dalla devozione del popolo per i Padri Sconosciuti e la Guardia e partecipa pure ad operazioni contro i Degenerati (cattura, interrogatorio, condanna). Si trova di fronte persone persone molto motivate, argute e intelligenti che destano in lui un senso di ammirazione. Maksim si rifiuta di partecipare ad una fucilazione e aiuta i prigionieri a scappare. Si scopre che le torri sono dispositivi di emissione di speciali radiazioni che trasmettono due volte al giorno e che inducono fortissime emicranie nei Degenerati e una sorta di controllo mentale sul resto della popolazione (mezzo di propaganda con cui si riesce a soggiogare il popolo con l'ipnosi perché, tra le altre cose, avversi in ogni modo i Degenerati). Maksim partecipa a operazioni di distruzione di alcune torri e poi riferisce quanto scoperto a Guy e Rada. Nessuno di loro vuole credere. Vengono poi arrestati e Maksim spedito ai lavori forzati. Il procuratore di stato si fa consegnare Maksim, interessato alle sue particolari qualità (la forza fisica e l'immunità alle radiazioni emesse dalle torri). Maksim scopre che gli stessi Padri sono Degenerati e che su di loro le radiazioni non hanno alcun effetto di controllo mentale. Maksim riesce a scappare e dopo il fallimento del tentativo di sollevare una ribellione con l'aiuto dei mutanti, si mette in contatto con le autorità di una nazione confinante. Nel frattempo, si scatena la guerra tra il paese dei Padri e lo stato Honti. Maksim entra in contatto con lo Stregone, un personaggio mutante molto intelligente e infine con il misterioso Vagabondo, uno dei capi dei Padri. Sembra lui l'antagonista principale, ma poi si scopre che si tratta di un terrestre, tale Rudolph Sikorskij, membro del comitato di sicurezza galattica. Sikorskij accusa Maksim di avere rovinato il suo piano per salvare il pianeta Sarakš, spiega che per evitare la guerra l'utilizzo delle radiazioni è necessario e lo invita a ritornare sulla Terra. Maksim si rifiuta.

## La cosmologia di Sarakš
Il pianeta presenta una combinazione tale di nubi permanenti e di rifrazione atmosferica "concava" che il cielo stellato non è praticamente mai visibile. La popolazione crede di abitare la superficie interna di una sfera e non concepisce che ci possa essere uno spazio esterno, con pluralità di stelle e pianeti. Si è pertanto sviluppata una concezione cosmologica molto diversa da quella terrestre e ciò rende di fatto ostica se non impossibile la comunicazione e la reciproca comprensione. Ricorrenti i riferimenti a Maksim come a un Copernico "su un pianeta di Tolomei".
(Kevin Reese, Celestial Hellscape. Cosmology as the key to the Strugatskiis' science fiction)

## Edizioni
- Arkadij e Boris Strugackij, L’isola abitata, traduzione di Valentina Parisi, collana Cielo Stellato, Carbonio, 2021,  p. 360, ISBN 9788832278255.

## Storia editoriale
Il romanzo è apparso per la prima volta in Unione Sovietica a puntate sul periodico Neva. Decine le pubblicazioni nel corso degli anni, spesso anche in raccolta con altri titoli. Nel 2019 è uscita un'edizione commentata, con nuove illustrazioni a cura di Dmitrij Nikuluškin per l'editore russo AST.
Molte le traduzioni. In occidente, vanno ricordate:
- l'edizione americana (Prisoners of power) del 1977 (ed. Macmillan), con introduzione di Theodore Sturgeon.[4]  A febbraio 2020 è uscita una nuova traduzione (questa volta con il titolo aderente all'originale The inhabited island), a cura di Andrew Bromfield, per Chicago Review Press, editore molto impegnato nella ripresa dei fratelli Strugatskij.
- due edizioni francesi (L'île habitée), una prima uscita nel 1980 per i tipi della svizzera L'Âge d'Homme e una seconda, del 2010, per Denoël et Steele.[5]
- l'edizione tedesca del 1988 (Die bewohnte Insel) cui è seguita altra pubblicazione in una raccolta del 2010.[6]
- due edizioni portoghesi (Prisioneiros do Poder), del 1983 e del 1996.[7]

Da segnalare la versione in esperanto del 2005 (La loĝata insulo), a cura dell'editore russo Impeto.